# Královéhradečki kraj
Královéhradečki kraj je pokrajina na sjeveru Češke uz granicu s Poljskom. Sjever pokrajine je pretežno planinski (planine Krkonoše i Orlické hory), a jug ulazi u Češku zavalu. Na Krkonošama je najviši vrh Češke Sněžka (njem. Schneekoppe). Na njima također izvire rijeka Laba. 
Pokrajina je relativno gusto naseljena (115 st/km2). U gospodarstvu je značajna poljoprivreda i industrija (tekstilna, prehrambena, glazbeni instrumenti). Najveći gradovi su Hradec Králové, Trutnov, Náchod i Jičín.